# Patrick Sharp
Patrick Sharp (ur. 27 grudnia 1981 w Winnipeg, Manitoba) – kanadyjski hokeista, reprezentant Kanady, olimpijczyk.

## Kariera klubowa
- Kanata Valley Lasers (1997-1998)
- Thunder Bay Flyers (1998-2000)
- Vermont Catamounts (2005-2006)
- Philadelphia Phantoms (2002-2005)
- Philadelphia Flyers (2002, 2005)
- Chicago Blackhawks (2005-2015)
- Dallas Stars (2015-2017)
- Chicago Blackhawks (2017-2018)

Jest wychowankiem klubu Current River MHA. Grał w lidze juniorskiej USHL i w akademickiej NCAA ucząc się w tym czasie w University of Vermont. W drafcie NHL z 2001 został wybrany przez Philadelphia Flyers. W tym klubie zadebiutował w NHL i grał krótkotrwale. Początkowo grał w lidze AHL. Od 2005 zawodnik Chicago Blackhawks. W sierpniu 2011 przedłużył kontrakt z pięć lat. Od lipca 2015 zawodnik Dallas Stars. W lipcu 2017 wrócił do klubu z Chicago. W kwietniu 2018 ogłosił zakończenie kariery.

## Kariera reprezentacyjna
Uczestniczył w turniejach mistrzostw świata w 2008, 2012 oraz zimowych igrzysk olimpijskich 2014.

## Sukcesy

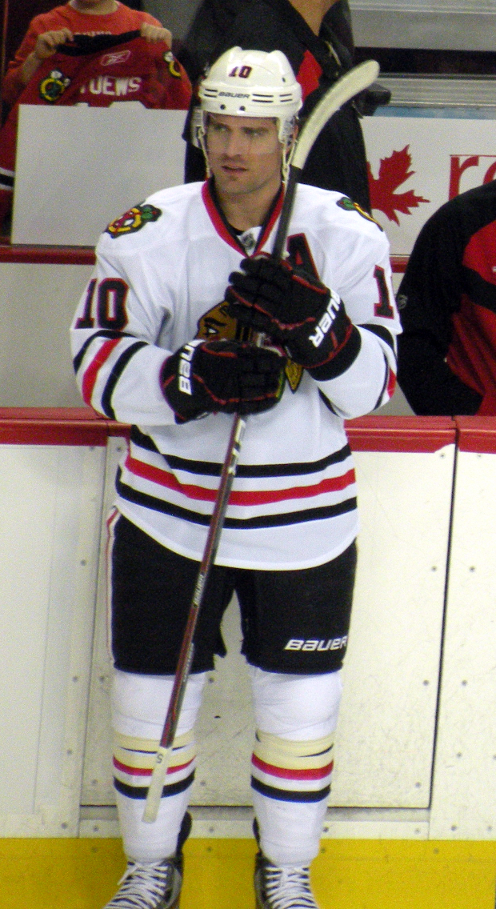
Patrick Sharp w barwach Chicago Blackhawks (2012)

Reprezentacyjne
- Srebrny medal mistrzostw świata: 2008
- Złoty medal zimowych igrzysk olimpijskich: 2014

Klubowe
- Mistrzostwo dywizji AHL: 2004 z Philadelphia Phantoms
- F.G. „Teddy” Oke Trophy: 2004 z Philadelphia Phantoms
- Mistrzostwo konferencji AHL: 2005 z Philadelphia Phantoms
- Puchar Caldera – mistrzostwo AHL: 2005 z Philadelphia Phantoms
- Mistrz dywizji NHL: 2010, 2013 z Chicago Blackhawks
- Mistrz konferencji NHL: 2010, 2013 z Chicago Blackhawks
- Clarence S. Campbell Bowl: 2010, 2013, 2015 z Chicago Blackhawks
- Presidents’ Trophy: 2013 z Chicago Blackhawks
- Puchar Stanleya: 2010, 2013, 2015 z Chicago Blackhawks

Indywidualne
- Sezon NCAA (ECAC) 2000/2001:
  - Skład gwiazd pierwszoroczniaków
- Sezon NHL (2010/2011):
  - NHL All-Star Game
  - Najbardziej Wartościowy Zawodnik (MVP) Meczu Gwiazd NHL
- Mistrzostwa Świata w Hokeju na Lodzie 2012/Elita:
  - Jedenaste miejsce w klasyfikacji asystentów turnieju: 7 asyst[5]
  - Drugie miejsce w klasyfikacji asystentów turnieju w drużynie Kanady: 7 asyst[6]